# USS Bristol (DD-453)
USS Bristol (DD 453) là một tàu khu trục lớp Gleaves được Hải quân Hoa Kỳ chế tạo trong Chiến tranh Thế giới thứ hai. Nó đã tham gia Thế Chiến II cho đến khi bị tàu ngầm U-boat Đức U-371 đánh chìm ngoài khơi Algérie vào ngày 13 tháng 10 năm 1943. Nó là chiếc tàu chiến đầu tiên của Hải quân Hoa Kỳ được đặt theo tên Chuẩn đô đốc Mark Lambert Bristol (1868-1939), người tham gia cuộc Chiến tranh Tây Ban Nha-Hoa Kỳ và Chiến tranh Thế giới thứ nhất.

## Thiết kế và chế tạo
Bristol được chế tạo tại xưởng tàu của hãng Federal Shipbuilding and Drydock Company ở Kearny, New Jersey. Nó được đặt lườn vào ngày 20 tháng 12 năm 1940; được hạ thủy vào ngày 25 tháng 7 năm 1941, và được đỡ đầu bởi bà Powell Clayton. Con tàu được cho nhập biên chế cùng Hải quân Hoa Kỳ vào ngày 22 tháng 10 năm 1941 dưới quyền chỉ huy của Thiếu tá Hải quân C. C. Wood.

## Lịch sử hoạt động
Sau khi hoàn tất chạy thử máy, Bristol hoạt động tuần tra và hộ tống vận tải tại Bắc Đại Tây Dương, thực hiện nhiều chuyến vượt đại dương đến Ireland. Vào ngày 24 tháng 10 năm 1942, nó thực hiện chuyến đi đầu tiên sang Bắc Phi trong khuôn khổ các hoạt động của Chiến dịch Torch, đổ bộ lên Fedhala, Maroc từ ngày 8 đến ngày 17 tháng 11. Quay trở về Hoa Kỳ vào cuối tháng 11, nó hoạt động ngoài khơi Norfolk, Virginia cho đến ngày 14 tháng 1 năm 1943, khi nó lại đi sang khu vực Địa Trung Hải. Ngoại trừ một chuyến đi đến vùng kênh đào Panama vào tháng 4 năm 1943, chiếc tàu khu trục thuần túy hoạt động tại khu vực này cho đến tháng 10 năm 1943; tham gia Chiến dịch Husky, cuộc đổ bộ của lực lượng Đồng Minh lên Sicily, Ý từ ngày 9 tháng 7 đến ngày 17 tháng 8 cũng như trong cuộc đổ bộ lên Salerno từ ngày 9 đến ngày 21 tháng 9. Vào ngày 11 tháng 9, nó đã cứu vớt 70 người sống sót từ chiếc tàu khu trục Rowan bị đắm do trúng ngư lôi.
Lúc 04 giờ 30 phút ngày 13 tháng 10 năm 1943, đang khi hộ tống một đoàn tàu vận tải đi Oran, Algeria, Bristol bị một quả ngư lôi duy nhất, phóng từ tàu ngầm U-boat Đức U-371 dưới quyền chỉ huy của Waldemar Mehl, đánh trúng phòng động cơ phía trước bên mạn trái. Chiếc tàu khu trục bị vỡ làm đôi sau vụ nổ; không có đám cháy nào xảy ra, nhưng mọi động năng, nguồn điện và thông tin liên lạc đều bị cắt đứt nên mệnh lệnh bỏ tàu được đưa ra. Phần đuôi con tàu bị đắm tám phút sau khi bị đánh trúng, rồi tiếp nối bởi phần trước con tàu bốn phút sau đó, ở tọa độ 37°19′B 6°19′Đ / 37,317°B 6,317°Đ. Bristol chịu tổn thất 52 người trong số thành viên thủy thủ đoàn. Những người sống sót được các tàu khu trục Trippe và Wainwright cứu vớt.

## Phần thưởng
Bristol được tặng thưởng ba Ngôi sao Chiến trận do thành tích phục vụ trong Thế Chiến II.